# Conservatoire de musique de Shanghai
 (juin 2017).
Si vous disposez d'ouvrages ou d'articles de référence ou si vous connaissez des sites web de qualité traitant du thème abordé ici, merci de compléter l'article en donnant les références utiles à sa vérifiabilité et en les liant à la section « Notes et références ».
Le Conservatoire de musique de Shanghai (上海音乐学院) est une université publique de Shanghai en Chine.

## Historique
Les origines du Conservatoire de musique de Shanghai remontent au Collège National de musique fondé le 27 novembre 1927 par Cai Yuanpei et le Dr Xiao Youmei. C'était la première institution d’études avancées en Chine.
Son nom a changé à plusieurs reprises : École Nationale de Musique (1929), Filière Musique du Conservatoire National de Musique (1943), École Nationale de Musique de Shanghai (1945), Filières Shanghai et Huadong du Conservatoire de musique de Chine (début des années 1950). Le Conservatoire a reçu son nom actuel en 1956.

## Programmes
Le Conservatoire offre un programme « undergraduate» (« bachelor ») de 5 ans, et est en mesure de délivrer des diplômes non seulement de « bachelor », mais aussi de « master » et « doctorate ». Le Conservatoire comprend 8 départements: musicologie, composition, direction, voix, piano, instruments d’orchestres, instruments chinois, éducation musicale et drame musical.
Le Conservatoire possède aussi un centre de recherches en musique, une école élémentaire affiliée, une école secondaire affiliée, et un atelier d’instruments de musique.

## Professeurs et étudiants
Le Conservatoire compte 50 professeurs, 120 professeurs associés et environ 1200 étudiants. 